# Galium czerepanovii
Galium czerepanovii är en måreväxtart som beskrevs av Evgeniia Georgievna Pobedimova. Galium czerepanovii ingår i släktet måror, och familjen måreväxter. Inga underarter finns listade i Catalogue of Life.